# کنتا ساتوی
کنتا ساتوی (انگلیسی: Kenta Satoi؛ زادهٔ ۱۴ مهٔ ۱۹۵۷) بازیگر اهل ژاپن است.
از فیلم‌ها یا برنامه‌های تلویزیونی که وی در آن نقش داشته‌است می‌توان به لرزش‌های دوطرفه ۲ اشاره کرد.